# Streblomastix
Streblomastix és un gènere de protists excavats del fílum Metamonada. És simbiòtic i viu a l'estómac dels tèrmits i altres insectes i, junt amb altres protists els ajuda a digerir la cel·lulosa de la fusta. Aquest organisme té forma de pala, amb el seu estómac a la part posterior i els flagels a l'extrem anterior. Fa uns 100 μm de longitud i es mou mitjançant els flagels.